# Paro (district)
Paro (alternatieve spelling Rinpung) is een van de dzongkhag (districten) van Bhutan. De hoofdstad van het district is Paro. Het district heeft 39.800 inwoners.
Het enige vliegveld van Bhutan ligt in dit district en vormt dan ook de thuisbasis van de nationale luchtvaartmaatschappij Druk Air.
Bumthang · Chukha · Dagana · Gasa · Haa · Lhuntse · Mongar · Paro · Pemagatshel · Punakha · Samdrup Jongkhar · Samtse · Sarpang · Thimphu · Trashigang · Trashiyangste · Trongsa · Tsirang · Wangdue Phodrang · Zhemgang